# 北川礼子
姫川 礼子（ひめかわ れいこ、1974年7月18日生）は、日本のAV女優。リズムプロモーション所属（2021年11月より）。
旧芸名は、北川礼子

## 略歴・人物
2017年10月にデビューした熟女系AV女優。
AV女優となった動機は、女としての居場所や自分らしさを見出して生きている証を残したかったのと、AV女優への憧れもあってのこととしている。

## 出演作品

### アダルトDVD
- 初撮り人妻ドキュメント（10月19日、センタービレッジ）
- 初撮り人妻、ふたたび。（11月23日、センタービレッジ）
- 友達の母親 〜最終章〜（12月28日、センタービレッジ）

- 本当にあった!! 完熟生保レディの中出し契約テクニック（1月25日、センタービレッジ）
- 声が出せない絶頂授業で10倍濡れる人妻教師（3月1日、センタービレッジ）
- 夫の連れ子が絶倫過ぎて…。（4月7日、マドンナ）
- ネトラレーゼ 妻が内装業者に寝取られた話し（4月26日、タカラ映像）
- 濃厚セックス 不貞妻の罪深き密会（5月13日、ながえスタイル）
- 「このまま中に出すつもり!?」 息子に欲情されて犯られる母が困惑しながら本気で感じてしまう近親○姦 3（6月10日、ブリット）他出演:伊織涼子、黒崎潤、秋山美保
- 田舎の近親相姦 息子が母を犯す瞬間（6月22日、グローバルメディアエンタテインメント）
- お義母さん、にょっ女房よりずっといいよ…（6月28日、タカラ映像）
- 嫁のやわ肌を這う義父の卑猥な舌づかい（7月19日、センタービレッジ）
- 真面目でお堅い友達の母・礼子さんは僕の金玉がすっからかんになるまで精液を絞り取るほどの超絶倫だった…。（9月7日、マドンナ）
- 再婚相手より前の年増な女房がやっぱいいや…（10月25日、タカラ映像）
- コタツの中で蒸れた股間を夫以外の男にくちゅくちゅと弄られこっそり欲情する美熟女（11月10日、ブリット）他出演:美里詩織 ほか
- 混浴盗撮 6 ひとり旅のスタイルのいい熟女と混浴風呂で一発ハメちゃいました（11月19日、ルビー）他出演:美咲はるか
- 本当にあった全裸旅館 3 ネットの評判を過剰に意識しすぎた結果、行き過ぎたおもてなしで男の欲望のすべてを満たしてくれるエロ過ぎる温泉旅館に行ってきた!（12月7日、ルビー）

- うちの実家は欠陥住宅 (新築) 〜やっぱりエアコンも壊れてたよ…。〜 Madonna15周年記念だもの… オバさんだってがんばっちゃうんだからSP!!!（1月7日、マドンナ）共演:音羽文子、一条綺美香、森下美緒
- 僕、三十歳叔母さんで童貞捨てれました。（1月31日、タカラ映像）
- 解禁《初》アナル!! 寝取られ願望の夫と1泊2日、アナル調教旅行（2月7日、マドンナ）
- 母子交尾 【芦野路】（2月19日、ルビー）
- 夫婦交換スワップ温泉旅行 6 久しぶりの旅行にはしゃぐ奥様たちが飲み過ぎて暴走っ?!若い仲居に鼻の下をのばす旦那に嫉妬!!仕返しの当てつけセックス!!（2月28日（レンタル）/3月8日（セル）、LEO）他出演:澤村レイコ、富田優衣
- 入院中の黒人のデカマラに疼いてしまった看護師の私…（3月7日、グローリークエスト）
- 人妻の花びらめくり（4月19日、人妻援護会）
- 家庭内の至る場所で娘婿にアナルを仕込まれる美熟妻（6月20日、グローリークエスト）
- はだかの訪問介護士（8月1日、プラネットプラス）
- 兄嫁（9月13日、なでしこ）
- ザ・輪姦 おばさん レ○プ同盟（9月13日、ながえSTYLE）
- 近所の清楚な人妻（11月14日、タカラ映像）
- なぜ私がこんな目に...。夫の借金の為、アナルを差出す従順な人妻...。（12月27日、キネマ座）

- ［閲覧注意］輪姦レイプ映像 ノーカット無編集・婦女強姦犯罪記録 錯乱! クロロホルムとスタンガンで昏睡、媚薬で欲情、おとなしい貞淑妻を暴行し崩壊す!（2月1日、熟女塾/エマニエル）
- 熟母 7 ～ひきこもりになった息子との禁断行為～（2月13日、ながえSTYLE）
- 私の蒸れて湿ったパンスト足で弄ばれてみる?（3月1日、熟女塾/エマニエル）※オムニバス作品
- 母子交尾 【白河西郷路】（3月19日、RUBY）
- 母姦中出し 息子に初めて中出しされた母（3月26日、タカラ映像）
- ［SNSで素人モデル募集］ やって来た人妻達は欲求不満で、かなり男根に飢えていた件。（6月1日、熟女塾/エマニエル）※オムニバス作品
- 子供部屋おじさんNTR 禁断の近親相姦性処理学習机（7月7日、JET映像）
- 死ぬまで… 夫には言えません… 息子にやられた四十路妻 北川礼子 45歳（9月20日、STAR PARADISE）
- どこまでヤレる!? デッサンモデルの人妻バイトさん（9月20日、STAR PARADISE）※オムニバス作品
- 義理の息子 性欲の強い義理の息子にメロメロにされた義母（9月24日、タカラ映像）
- 「油断は禁物…」 息子が母親の体をマッサージ中にズボンを下げて半ケツにしたら…（10月20日、STAR PARADISE）※オムニバス作品
- 都内発! 未亡人 熟女デリヘル生本○交渉!（10月20日、STAR PARADISE）※オムニバス作品
- 夫とのセックスレスで出演を決めた 正真正銘の欲求不満妻「北川礼子」ベスト（11月13日、ながえSTYLE）※女優ベスト

- 熟女 愛と欲情の昼下がり 旦那の一周忌に尻丸出しで悶える喪服未亡人 妊活中の妻は夫の上司に襲われ危険日なのに中出し!（2月26日、アテナ映像）他出演1名
- 混浴風呂で二人きり… 濃厚なキスで欲情した母と息子の温泉密着セックス（3月26日、GIGOLO）※オムニバス作品
- ［閲覧注意］熟女輪姦レイプ映像 File＃09「被害者：熟れドマゾ主婦」（4月1日、熟女塾/エマニエル）※オムニバス作品
- オイルマッサージを頼んだ熟妻は足のつけ根をじっくり揉まれてしまい…（4月23日、アテナ映像）他出演1名
- セーラー服熟女失禁羞恥（6月10日、RADIX）
- 昭和猥褻官能ドラマ 給食費を盗んだと疑われた教え子の父親に襲われてしまった女教師 旦那の借金の肩代わりに2穴された清純五十路妻（6月25日、アテナ映像）他出演1名
- 熟妻 娘の旦那に何度も中出しされた義母 コンビニで働く清純妻は近所の親父に無理やり…（7月23日、アテナ映像）他出演1名
- アヘ顔失禁しちゃうほど気持ちイイ 初めてのウーマナイザー（8月12日、RADIX）※オムニバス作品
- 昭和猥褻官能ドラマ 酒乱亭主の借金を体で払った六十路妻 町会議員の美人奥様は落選を恐れて肉棒を…（8月27日、アテナ映像）他出演1名
- 熟女 疼き乱れる昼下がり 旦那がいない間に義父に中出しされた嫁 庭師に放尿を見られアナルまで奪われた五十路妻（9月24日、アテナ映像）他出演1名
- 綺麗でいやらしい叔母さんの 熟した肉体に導かれ淫らに交わる僕（10月5日、RUBY）
- 熟妻 夫の上司に体を弄ばれた清純妻 パソコンサービスの男に恥部をしつこく舐められた五十路妻（11月26日、アテナ映像）他出演1名
- まるまる! 北川礼子（12月14日、Nadeshiko）※女優ベスト
- 母のスケベな肉体に欲情した息子 背徳中出し交尾（12月20日、STAR PARADISE）※オムニバス作品
- 熟妻 白昼、夫がいない時間に自宅で間男と濡れ乱れる美人妻 不動産営業の五十路妻は物件紹介の最中、客の男に体を物色されて…（12月24日、アテナ映像）他出演1名

### VR
- 王道美熟女 北川礼子 初VR 初カノは友達のお母さん（2020年10月2日、マドンナ）

## 書籍

### 雑誌
- 花と蜜 2018年7月号（ワイレア出版） - 表紙、グラビア「まちぶせ」
- 花と蜜PREMIUM VOL.7（ワイレア出版） - 表紙、グラビア「熟女と補正下着」
- 花と蜜 2018年9月号（ワイレア出版） - 表紙、グラビア「眸はサファイア」
- よろめきSpecial 艶 2018年9月号（大洋図書）- 付録DVD出演
- ごぶさたな奥さん 2018年11月号（大洋図書）- 付録DVD出演
- 艶熟SPECIAL Vol.37（大洋図書）- 付録DVD出演
- 美熟女密会 VOL.14（ワイレア出版） - 表紙、付録DVD出演
- 人妻みだらすぎる妄想DX 4（大洋図書）- 付録DVD出演
- ごぶさたな奥さん 2019年7月号（大洋図書）- 付録DVD出演